# Чедвик, Нора Кершоу
Но́ра Ке́ршоу Че́двик (англ. Nora Kershaw Chadwick; 28 января 1891, Ланкашир, Великобритания – 24 апреля 1972, Кембридж, Великобритания) — британский историк-медиевист и кельтолог.

## Биография
Родилась 28 января 1891 года в графстве Ланкашир. Была старшей дочерью Джеймса Кершоу и Эммы Клары Бут, поженившихся в 1888 году. Её сестра Мабел родилась в 1895 году.
Получила степень бакалавра в Кембриджском университете и во время Первой мировой войны преподавала в Сент-Эндрюсском университете.
В 1919 году она вернулась в Кембриджский университет чтобы изучать древнеанглийский и древнескандинавский язык под руководством профессора Гектора Мунро Чедвика, за которого в 1922 году вышла замуж. Нора Чедвик превратила свой дом в литературный салон, что стало традицией после смерти её супруга в 1947 году. Большую часть своей жизни она посвятила кельтологии. В 1950—1958 годы Чедвик читала лекции ранней истории и культуре Британских островов в Кембриджском университете. Также сотрудничала с В. М. Жирмунским при работе над составлением трёхтомного сборника русскоязычной литературы. Совместно с кельтологами Майлзом Диллоном и Кеннетом Джексоном написала восьмитомную историю кельтской Британии и Бретани.
Нора Чедвик также прославилась благодаря своему очерку «Чудовища и Беовульф», где доказывала, что мать Гренделя является богиней из скандинавской мифологии и вероятно является валькирией.
Член Лондонского общества антикваров.
Член Британской академии.
Умерла в Кемюридже, оставила сумму денег университету на читательскую програму по кельтологии.

## Награды
- Орден Британской империи (1961)[2]
- Почётный профессор Уэльского университета
- Почётный профессор Сент-Эндрюсского университета
- Почётный профессор Ирландского национального университета

## Научные труды
- The Growth of Literature (1932).

I:  The Ancient Literatures of Europe (1932)
II: Russian Oral Literature, Yugoslav Oral Poetry, Early Indian Literature, Early Hebrew Literature (1936)
III: The Oral Literature of the Tatars and Polynesia, etc. (1940)
- The Beginnings of Russian History, an enquiry into sources (1946)
- Poetry and Letters in early Christian Gaul (1955)
- Early Scotland (1949)
- Studies in Early British History (1954)
- Celtic Britain (ancient people and places) (1963)
- The Age of Saints in the Celtic Church (1964)
- The colonization of Brittany from Celtic Britain (1965)
- The Druids (1966)
- Celtic Realms (1967)
- The Celts (1970)
- The Study of Anglo-Saxon (1955)
- The Monsters and Beowulf // The Anglo-Saxons: Studies in Some Aspects of Their History. Ed. Peter ed Clemoes. London: Bowes & Bowes, 1959. 171-203.